# Pieve di Cornegliano
La pieve di Cornegliano o pieve di San Pietro di Cornegliano (in latino: Plebis Cornelianensis o Plebis Sancti Petri Cornelianensis) era il nome di un'antica pieve dell'arcidiocesi di Milano e del Ducato di Milano con capoluogo Corneliano Bertario, al giorno d'oggi frazione di Truccazzano.
Il patrono era san Pietro a cui nel medioevo era dedicata la chiesa di Corneliano.

## Storia
L'antichità della pieve di Cornegliano è attestata all'XI secolo e già alla fine del XIII secolo faceva capo a 11 chiese. Il capoluogo costituiva un punto di posta al tredicesimo miglio sulla strada di Lambrate, come era chiamata nel medioevo l'attuale Strada Provinciale 103 Cassanese e antica via Mediolanum-Brixia. Poche notizie ci pervengono purtroppo nei secoli circa la struttura plebana di quest'area, ma sappiamo che essa era in decadenza già a partire dal XVI secolo quando contava appena quattro canonici che sopperivano solo in parte alla cura d'anime dei territori sottoposti al governo della pieve.
Fu così che il 18 agosto 1576 san Carlo Borromeo decretò che le funzioni di capopieve venissero trasferite alla chiesa dei Santi Alessandro e Margherita di Melzo, la maggiore tra le città dell'area plebana, che era stata aggregata alla pieve di Cornegliano dopo essere stata a sua volta slegata dalla precedente Pieve di Gorgonzola riallineandola all’ambito civile. Oggi il suo antico territorio ricade sotto il decanato di Melzo e comprende 5 parrocchie.
Diversa sorte ebbe invece la quasi coestensiva pieve secolare e laica nella quella si articolava la Provincia del Ducato di Milano: la pieve civile raccoglieva sei comuni. I mutamenti ecclesiastici non influenzarono infatti per nulla l'ambito amministrativo civile, rispetto al quale Cornegliano fu il capoluogo della propria pieve per altri due secoli: fu l'invasione di Napoleone del 1797 e la conseguente riforma amministrativa voluta dai rivoluzionari giacobini al suo seguito a determinare la soppressione dell'antico compartimento territoriale, inglobandolo nel un nuovo ma effimero distretto avente sede a Melzo.

## Territorio
Nella seconda metà del XVIII secolo, il territorio della pieve era così suddiviso:
| Pieve civile                              | Pieve religiosa di Melzo                                 |
| Comune di Cornegliano                     | Parrocchia di San Giorgio                                |
| Comune di Albignano                       | Parrocchia di San Majolo                                 |
| Comune di Cavajone                        | Parrocchia dei Santi Eusebio e Maccabei                  |
| Comune di Melzo                           | Parrocchia prepositurale di Sant’Alessandro e Margherita |
| Comune di Truccazzano Comune di Incugnate | Parrocchia di San Michele Arcangelo                      |

Dal punto di vista ecclesiastico, tutto il territorio era a quel tempo incluso nella pieve dei Santi Alessandro e Margherita di Melzo.